# Semmy Engel
Semmy Engel (* 19. Februar 1864 in Hamburg; † 1948 in London) war ein deutscher Architekt.

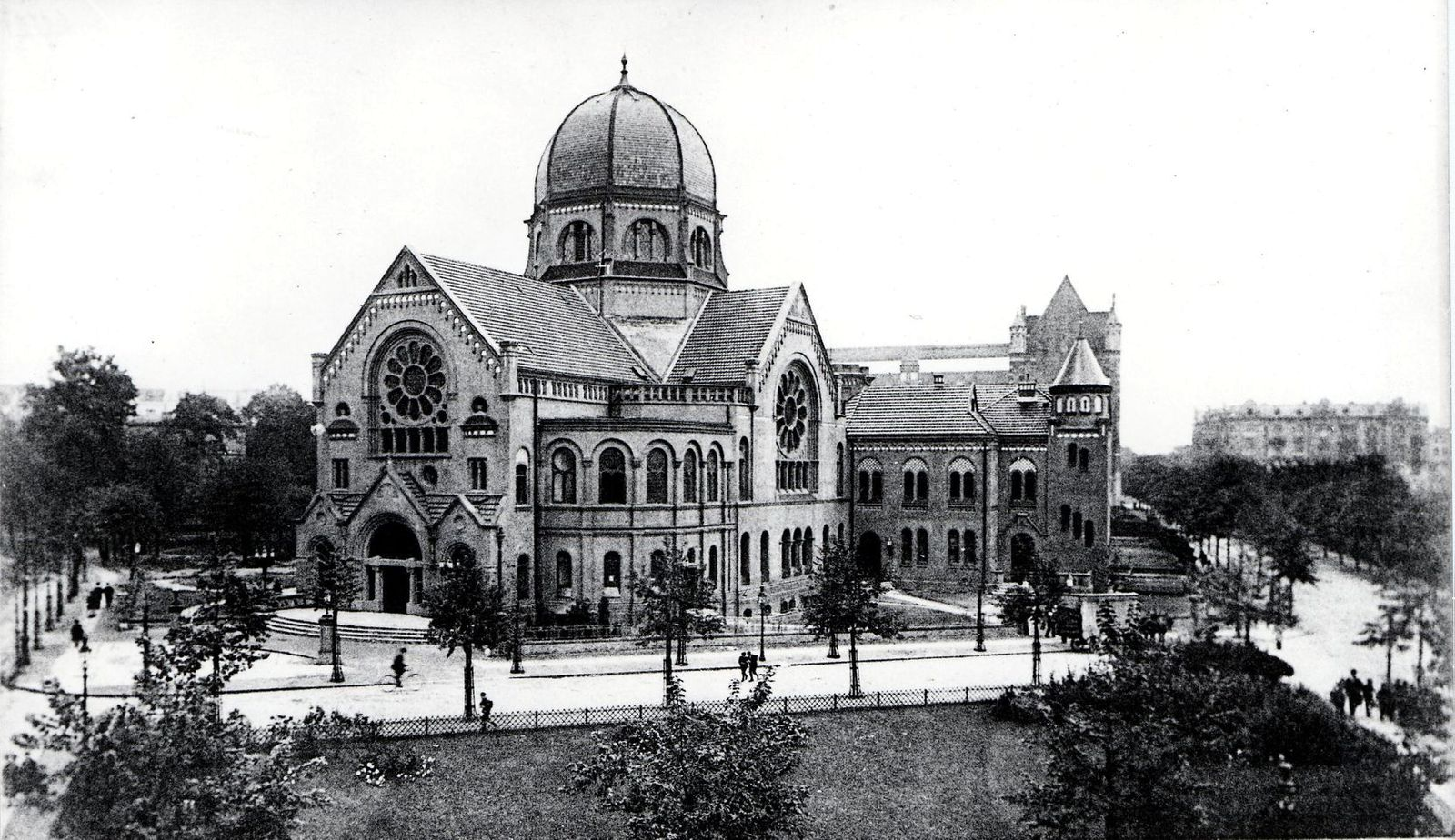
Bornplatzsynagoge 1906

## Leben
Engel erhielt seine Ausbildung nach einer Maurerlehre in den Baugewerkschulen in Hamburg und Eckernförde. Nach anschließender Tätigkeit in verschiedenen Baubüros und bei einem Architekten, eröffnete er 1889 in Hamburg ein eigenes Büro. Sein Sohn Bernd wurde ebenfalls Architekt und trat Ende der 1920er Jahre in das Büro seines Vaters ein. 1936 wurde Semmy Engel als Jude von den Nationalsozialisten mit Berufsverbot belegt. 1938 folgte er seinem Sohn ins Exil nach London, der bereits 1935 dorthin emigriert war.

## Werk

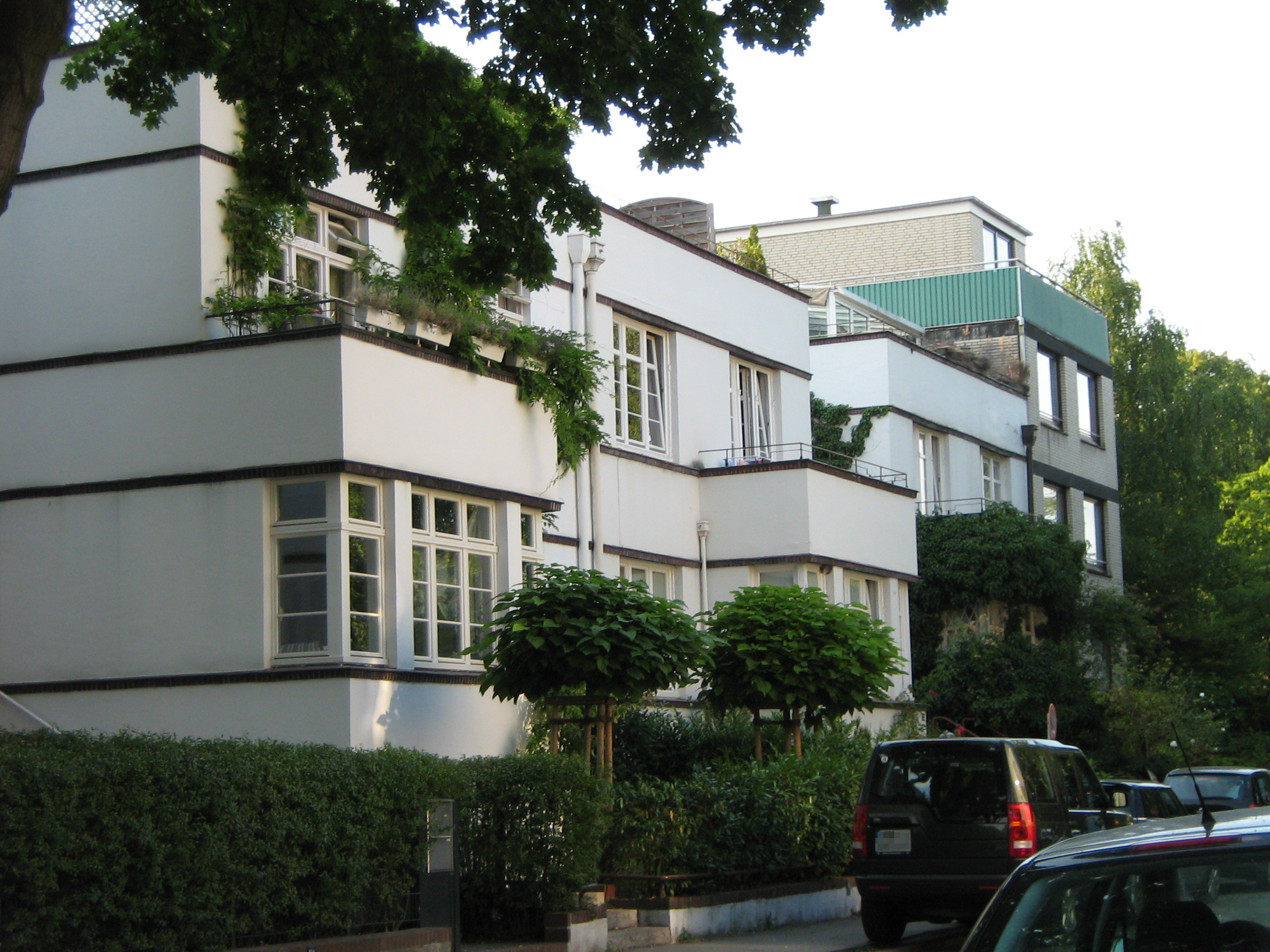
Wohnanlage „Sophieneck“ in Hamburg-Harvestehude, 1928/29

Von Engel stammen die Entwürfe für zahlreiche Neu- und Umbauten von Mietshäusern und Villen in den Hamburger Stadtteilen Harvestehude, Rotherbaum, St. Pauli und Eppendorf. Er gehörte zu den meistbeschäftigten Architekten in Hamburg. Für jüdische Auftraggeber realisierte Engel mehrere Synagogen, so 1904 zunächst die Vereinssynagoge der „Vereinigten Alten und neuen Klaus“. Im selben Jahr reichte er einen Entwurf für den Bau der neuen repräsentativen Hauptsynagoge, der Bornplatzsynagoge, ein. Dieser wurde, vereinigt mit einem zweiten Entwurf von Ernst Friedheim, realisiert; die Synagoge wurde 1906 eingeweiht. Es folgen weitere Synagogenbauten in der Hoheluftchaussee (1909), der Gluckstraße in Barmbek (1920) und der Kielortallee (1929).
Engel führte Umbauten am Gebäude der Henry Jones-Loge in der Hartungstraße (1904), an der Kapelle auf dem Friedhof Langenfelde (1911) und der Leichenhalle auf dem Jüdischen Friedhof Ohlsdorf (1919) aus. 1928/1929 entwarf er zusammen mit seinem Sohn die Wohnanlage „Sophieneck“ in Harvestehude im Stil des Neuen Bauens. Eine mit seinem Sohn und Hermann Rickert entworfene Anlage in Lokstedt im Stil des Bauhauses wurde 1931 fertiggestellt.